# Aleurona
A aleurona é uma proteína que pode ser encontrada no endosperma de muitas sementes.
Por vezes forma a camada mais exterior da semente.
Aleurona é mais conhecida como uma camada de células que reveste o endosperma de muitas sementes. Há diversos artigos científicos com explicações mais detalhadas sobre isto. Um deles é encontrado neste “link” http://www.buhlergroup.com/55962PT.asp e que se pode extrair o seguinte texto: 
"Isolação e Caracterização da Aleurona a partir do Farelo de Trigo": - Uma descrição da isolação da aleurona a partir do farelo de trigo é dada em um artigo por Buri et al. (1). A aleurona separada do pericarpo, por meio de um processo especial de moagem, é adicionalmente purificada em várias etapas. A camada de aleurona constitui 7-9% do grão de trigo e 45-50% do farelo grosso. Tem sido mostrado que as preparações de aleurona contêm clusters de 5-40 células intactas de aleurona unidas à camada hialina. Elas têm particularmente altas concentrações de componentes bioativos como fibras alimentares, com os arabinoxilanos sendo os seus principais constituintes. Além do alto teor de fibras, a aleurona tem alta concentração de proteínas, minerais (concentrados a um grau de 80% nas células de aleurona), vitaminas e compostos fenólicos com forte atividade antioxidante in vitro. Existem hipóteses de que a aleurona do trigo possa ser a principal camada ativa do trigo integral e do farelo de trigo.  
(1) Buri, R.C., von Reding, W., Gavin, M.H. (2004). Description and Characterisation of Wheat Aleurone. Cereal Foods World, Vol. 49, No.5; 274-281. 